# Al-Fazari
Mohamed ibn-Ibrahim al-Fazari, arabski astronom, filozof in matematik, * okoli 735, † 806.
Tudi njegov oče Ibrahim al-Fazari je bil matematik in astronom.
Okoli leta 154 A.H. (leto 771) je neki indijski potnik prinesel v Bagdad Aryabhatovo indijsko astronomsko razpravo Siddhānta (Mahasiddhānta; arabsko Sindhind). Po al-Mansurovem ukazu jo je leta 772 prevedel al-Fazari, ki je pozneje postal prvi arabski astronom. Poznejšim znanstvenikom je služila kot model. Bil je prvi musliman, ki je izdelal astrolab. Brez dvoma ga je izdelal po grškemu vzoru, kakor nakazuje arabsko ime asturlab. Arabcem je s svojimi indijskimi prevodi predstavil indijski način računanja.
1. 1 2  Record #104053356 // Gemeinsame Normdatei — 2012—2016.